# Cổ sinh vật học

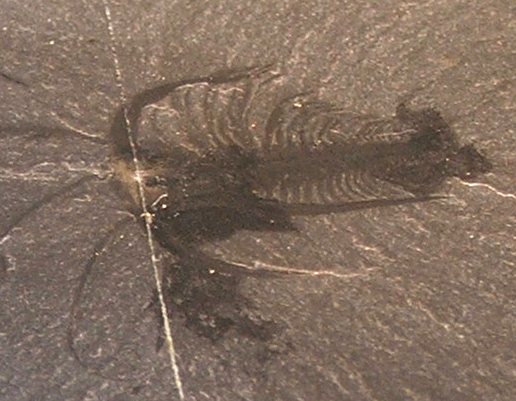
Hóa thạch một con sinh vật cổ, thuộc chi Marrella

Cổ sinh vật học là một ngành khoa học nghiên cứu lịch sử phát triển của sự sống trên Trái Đất, về các loài động vật và thực vật cổ xưa, dựa vào các hóa thạch tìm được, là các chứng cứ về sự tồn tại của chúng được bảo tồn trong đá. Các nghiên cứu về hình dáng dựa theo các bộ xương hóa thạch, các dấu vết, các hang động, thành phần thức ăn, dựa vào phân ("phân hóa đá") đã hóa thạch, và thành phần hóa học còn lại của nó.

## Tổng quan
Cổ sinh vật học hiện đại nghiên cứu sự sống cổ xưa dưới quan điểm của nó, bằng việc nghiên cứu những sự thay đổi lâu dài về mặt vật lý của địa lý ("cổ địa lý học") và khí hậu ("cổ khí hậu học") toàn cầu có ảnh hưởng như thế nào đến sự tiến hóa của sự sống, các hệ sinh thái có những phản ứng như thế nào đối với những sự thay đổi đó và những thay đổi đó đã ảnh hưởng như thế nào đối với môi trường của hành tinh chúng ta, và những tác động qua lại đó đã ảnh hưởng như thế nào đến sự đa dạng sinh học ngày nay. Với một phạm vi nghiên cứu rộng lớn như vậy cổ sinh vật học bao trùm rất nhiều các ngành khoa học khác như: địa chất học, với những nghiên cứu về lĩnh vực đá và thành phần của đá, thực vật học, sinh vật học, động vật học, và sinh thái học, là các lĩnh vực nghiên cứu việc hình thành sự sống và các mối quan hệ giữa các lĩnh vực đó với nhau.
Các lĩnh vực chính của cổ sinh vật học bao gồm cổ động vật học về các loài động vật cổ đại, cổ thực vật học về các loài thực vật cổ đại, và cổ vi sinh vật học về các loài về các hóa thạch của các loài vi sinh vật. Các nhà cổ sinh vật học có thể đi theo các hướng nghiên cứu khác nhau dựa vào lĩnh vực mà họ nghiên cứu như các nhà cổ sinh vật học nghiên cứu các loại động vật không xương sống (cổ sinh vật không xương sống, các nhà cổ sinh vật học nghiên cứu các loại động vật có xương sống (cổ sinh vật có xương sống, bao gồm cả các hóa thạch của loài người (cổ nhân chủng học). Các nhà cổ vi sinh học nghiên cứu các loại hóa thạch của các loài vi sinh vật, bao gồm việc nghiên cứu các hóa thạch được bao bọc trong các chất hữu cơ khác ví dụ như hổ phách...được gọi là phấn hoa học.
Có rất nhiều các lĩnh vực đặc trưng như cổ sinh thái học, cổ thực vật học, khoa học nghiên cứu dấu phân hóa thạch..., tất cả các nghiên cứu đó để làm sáng tỏ những vấn đề mà con người hiện đại chưa biết đến sau khi các loài sinh vật đó biến mất khỏi sự sống. 
Các lĩnh vực chính của việc nghiên cứu cổ sinh vật học liên quan đến các vấn đề như tầng đá với niên đại địa chất của chúng và việc nghiên cứu đến sự tiến hóa của sự sống. Cổ sinh vật học sử dụng cùng một hệ thống danh pháp kép cổ điển được nghĩ ra cho sinh học của nhà sinh vật học người Thụy Điển Carolus Linnaeus vào giữa thế kỷ 18 và việc nghiên cứu cổ sinh vật học tiếp tục thêm vào các loài mới vào trong cây phả hệ của sự sống trên Trái Đất và so sánh mức độ quan hệ giữa các loài này bằng "kỹ thuật" còn nhiều mâu thuẫn là phân loại và miêu tả theo nhánh.
Lợi ích kinh tế cơ bản mà cổ sinh vật học mang lại đó là dựa vào kết quả nghiên cứu cổ sinh vật học người ta có thể xác định được niên đại của các lớp đất đá bao quanh các hóa thạch đó hoặc các lớp đất đá ở phía trên hoặc dưới nó. Những thông tin đó là rất quan trọng đối với ngành công nghiệp khai khoáng và đặc biệt là đối với ngành công nghiệp dầu mỏ.
Người tiền sử cũng đã biết đến các hóa thạch và đôi khi họ đã xác định chính xác chúng là các tàn tích của các dạng sống cổ đại. Việc nghiên cứu có tổ chức của cổ sinh vật học được bắt đầu vào cuối thế kỷ 18.

## Các nhà cổ sinh học nổi tiếng
Các nhà cổ sinh vật học thuộc típ những người màu mè và lập dị trong lịch sử khoa học. Những nhân vật quan trọng bao gồm William Smith người Anh là người đầu tiên thông báo rằng các chuỗi hóa thạch tương tự nhau đã được tìm thấy theo khu vực và Georges Cuvier là người đầu tiên nghiên cứu các động vật cổ đại dựa trên các động vật còn đang sinh sống. Nổi tiếng nhất trong số các người Mỹ là Edward Drinker Cope, Othniel Charles Marsh, Paul Sereno, Henry Fairfield Osborn, Louis Agassiz, Charles Walcott và Roy Chapman Andrews. Các nhà cổ sinh vật học nổi tiếng ở châu Âu có Björn Kurtén (người Phần Lan gốc Thụy Điển), nhà cổ côn trùng học người Czech Jarmila Kukalova-Peck. Franz Nopcsa von Felsö-Szilvás thông thường được coi là người sáng lập ra bộ môn cổ sinh học, một lĩnh vực cần thiết phải làm việc với các chức năng sinh học và sinh thái học được suy ra từ các hóa thạch.
Ngoài ra còn một số các nhà cổ sinh vật học nổi tiếng khác. Charles Darwin đã thu thập các mẫu hóa thạch động vật có vú ở Nam Mỹ trong chuyến công du của mình tới Beagle và đã kiểm tra các cánh rừng hóa đá ở Patagonia. Thomas Jefferson có một sự ham mê với các bộ xương voi ma mút. Bằng việc quan sát răng động vật có vú và đào bới nghiên cứu về chim cánh cụt, George Gaylord Simpson đã đóng một vai trò quan trọng chủ yếu trong việc đem các ý tưởng từ sinh học, cổ sinh vật học và di truyền học lại với nhau để góp phần tạo ra "sự tổng hợp hiện đại" của sinh học tiến hóa, cuốn sách "Tempo and Mode" của ông là cổ điển trong lĩnh vực này. Các tên tuổi nổi tiếng trong cổ sinh vật học động vật không xương sống có Steven Stanley, Stephen Jay Gould, David Raup, Geerat Vermeij và Jack Sepkoski là những người đã làm rất nhiều để mở rộng kho tàng kiến thức của chúng ta về các mô hình dài hạn trong sự tiến hóa sự sống trên Trái Đất. Tương tự là trường hợp của nhà khoa học người Croatia Dragutin Gorjanovic-Kramberger và phát hiện của ông về "Người Krapina".
Các nhà cổ sinh vật học khác còn có Yves Coppens. Các nhà khoa học hiện đại trong lĩnh vực cổ sinh vật học bao gồm John Ostrom, Bob Bakker, David B. Weishampel và Jack Horner.

## Nghiên cứu
Các công việc trong lĩnh vực cổ sinh vật học có thể chia ra thành điều tra ngoài trời, khai quật, bảo quản hóa thạch và xử lý trong phòng thí nghiệm, phân loại và thu thập các dữ liệu khác, miêu tả hệ thống các loài mới và quản lý các mẫu sưu tập.